# Pristimantis insignitus
Pristimantis insignitus är en groddjursart som först beskrevs av Alexander Grant Ruthven 1917.  Pristimantis insignitus ingår i släktet Pristimantis och familjen Strabomantidae. IUCN kategoriserar arten globalt som starkt hotad. Inga underarter finns listade i Catalogue of Life.